# Лубениця (Мазовецьке воєводство)
Лубениця (пол. Łubienica) — село в Польщі, у гміні Покшивниця Пултуського повіту Мазовецького воєводства.
Населення — 84 особи (2011).
У 1975-1998 роках село належало до Цехановського воєводства.

## Демографія
Демографічна структура станом на 31 березня 2011 року:
|          | Загалом | Допрацездатний вік | Працездатний вік | Постпрацездатний вік |
| -------- | ------- | ------------------ | ---------------- | -------------------- |
| Чоловіки | 48      | 4                  | 36               | 8                    |
| Жінки    | 36      | 3                  | 23               | 10                   |
| Разом    | 84      | 7                  | 59               | 18                   |